# Melieria occidentalis
Melieria occidentalis är en tvåvingeart som beskrevs av Daniel William Coquillett 1904. Melieria occidentalis ingår i släktet Melieria och familjen fläckflugor. Inga underarter finns listade i Catalogue of Life.